# Remus Tetu
Remus Dionisio Tetu (Bucarest, Rumania, 22 de febrero de 1920–Bucarest, noviembre de 2003) fue un abogado y docente universitario de origen rumano, conocido por haber sido miembro del grupo paramilitar Alianza Anticomunista Argentina (Triple A) a mediados de la década de 1970 en Argentina.

## Biografía
Hijo de Dionisio Tetu y Ecaterina Antonescu, nació el 22 de febrero de 1920 en Bucarest, Rumania. Durante la Segunda Guerra Mundial sirvió en la Escuela Militar de Oficiales Técnicos Automotrices y perteneció al Partido Nacional Liberal. Entre octubre y diciembre de 1944 se desempeñó como director de gabinete del entonces Ministro de la Producción de Guerra Constantin I. C. Brătianu, que también había sido nombrado ministro sin cartera. Posteriormente, en abril o mayo de 1945 fundó y lideró, junto a otros jóvenes nucleados en el PNL, una organización clandestina anticomunista denominada Organización T –a la que definiría como «un grupo similar a las ‘ustachis’ croatas»– con el objeto de luchar contra el gobierno comunista de Petru Groza, llegado al poder en marzo de aquel año tras la caída del primer ministro Nicolae Radescu debido a tensiones entre la monarquía rumana y las fuerzas ocupantes del Ejército Rojo. Si bien estuvo principalmente compuesto por jóvenes de formación universitaria reclutados por Tetu, también existieron intentos de atraer tanto a sectores campesinos como a algunos oficiales del Ejército rumano. Su programa, de corte explícitamente liberal, pretendía instaurar un gobierno que pudiera ser reconocido por los Aliados occidentales.
Luego de ser detenido, fue enjuiciado junto a varios de sus compañeros y condenado a siete años de prisión. Sin embargo, al poco tiempo escapó de la cárcel y se dirigió a París en 1947. Permaneció allí hasta 1949, cuando se trasladó a Brasil por intermedio del consulado del país sudamericano.
Según sus declaraciones, se diplomó en Derecho y Filosofía en la Universidad de Bucarest, aunque en sus años de actuación en Argentina también se presentó indistintamente como geógrafo, sociólogo y demógrafo. Según consta en la cartilla del Consulado brasileño en París, su profesión era mecánico.

### Bahía Blanca
Tras radicarse en la ciudad portuaria de Bahía Blanca, se desempeñó entre 1952 y 1955 como profesor en el Instituto Tecnológico del Sur, entidad que daría origen a la Universidad Nacional del Sur (UNS), hasta la finalización de su contrato y su no renovación por parte de la autodenominada Revolución Libertadora. Durante los años 60, se desempeñó como asesor del Consejo Nacional de Desarrollo, el ministerio de Educación y la Escuela Nacional de Guerra, entre otras dependencias. En 1968, durante la dictadura presidida por el general Juan Carlos Onganía, fue contratado por la UNS, ocupando su puesto hasta el 28 de febrero de 1974, cuando se finalizó su contrato y no le fue renovado.
En febrero de 1975 fue designado como encargado de la UNS por el Poder Ejecutivo Nacional, liderado por Isabel Perón, mientras se desempeñaba también interventor en la Universidad Nacional del Comahue. Su gestión se caracterizó por la reestructuración de las carreras y del plantel docente de dichas casas de estudios. Además Tetu resolvió la reincorporación automática a partir del 28 de febrero de 1974 y exigió el cobro de haberes caídos desde esa fecha al 26 de febrero de 1975.
El 3 de abril de 1975, Jorge Oscar Argibay, miembro de la Triple A y asignado a la custodia de Tetu, asesinó dentro de la universidad al estudiante de Ingeniería y secretario general de la Federación Universitaria del Sur, David “Watu” Cilleruelo. La patota abandonó el lugar en el automóvil del Rectorado. Este hecho motivó que la Federación Universitaria del Sur impulsara la expulsión de Tetu de la UNS.
En octubre de 1975 finalizó su intervención en la UNS, pero continuó desempeñándose como profesor titular con dedicación exclusiva, la categoría más alta de la universidad, en las materias de Sociología y Sociología Económica. En noviembre de 1981 se jubiló, pero, de acuerdo con las normas legales vigentes, extendió su carrera docente con designación como interino hasta 1984. Por lo tanto, Tetu se mantuvo en el cargo incluso tras el regreso de la democracia en 1983. Sin embargo, en 1985 se le iniciaron «juicios administrativos de responsabilidad» por haber cobrado indebidamente el sueldo entre febrero de 1974 y febrero de 1975. El Tribunal de Cuentas de la Nación lo encontró responsable de daño causado a la hacienda pública por el cobro indebido de haberes más intereses. Asimismo, Tetu afrontó juicios por las erogaciones económicas que representaron los fallos favorables a los cesanteados en los juicios entablados contra la UNS.  Ante las acusaciones Tetu afirmaría en declaraciones al diario local La Nueva Provincia: 

(...) el pretendido juicio académico es una cortina de humo para castigar mis convicciones antimarxistas y por haber saneado cuando me desempeñé como rector interventor de elementos subversivos que se habían adueñado del gobierno de la Universidad. Los complacientes y los subversivos jamás me lo perdonarán.

A pesar de los juicios académicos, Tetu no fue expulsado, por lo que se le permitió seguir cobrando su jubilación como profesor. Posteriormente, se radicó en San Martín de los Andes y luego en Neuquén. En abril de 1999, la organización HIJOS le realizó un escrache en su domicilio en la ciudad de Neuquén, por ser “hombre de la Triple A”. Al año siguiente y ante el cariz que tomaban los hechos, Tetu regresó a su natal Bucarest, donde falleció en el año 2003.